# 아담 도나치
아담 마이클 도나치(Adam Michael Donachie, 1984년 3월 3일 ~ )는 전 메이저 리그 캔자스시티 로열스의 야구 선수이자, 전 KBO 리그 화성 히어로즈의 배터리 코치이다.

## 선수 시절

### 미국 프로야구 시절
2002년에 캔자스시티 로열스에 입단하였다.

## 야구 선수 은퇴 후
2016년에 화성 히어로즈의 배터리 코치로 활동했다.